# Harderbahn
Harderbahn er en kabelbane i udkanten af Interlaken i Schweiz. Banen går fra Brienzstrasse i byens nordlige udkant, op over det skovbevoksede bjergområde Wanniwald til udsigtsstedet Harder Kulm.

## Historie
I 1890 blev givet tilladelse til anlæg af en elektrisk kabelbane op til Harder Kulm, Interlakens eget bjerg, der ligger nord for byen. Men pengene var små, så konstruktionen af banen startede ikke før end i november 1905 og stod på de næste tre år. Af hensyn til naturen og det bestående landskab blev banen anlagt i en krum bue i stedet for en ret linje, som ellers er det mest normale ved kabelbaner.
Banen blev indviet den 15. maj 1908. Den har en længde af 1.435 meter og stiger i alt 755 meter fra start til slut. Turen tager 8 minutter.
I 1960'erne blev banen renoveret og moderniseret, med bl.a. nye vogne, der blev indsat på linjen den 14. maj 1966. Banen har gennem årene været lukket i vinterhalvåret, dog undtaget vinteren 1990-91, hvor der som et forsøg blev holdt åbent. Dette var dog ingen succes og er ikke siden gentaget.
I 1997 blev stålwiren (kablet) udskiftet.

## Stationerne

### Dalstationen
Den nederste station ligger ved Brienzstrasse i byens nordlige del, tæt på Interlaken Ost, den ene af Interlakens to banegårde. Endestationen ligger 567 m.o.h. og har billetsalg.

### Topstationen
Den øverste station ligger i en højde af 1.322 m.o.h., tæt på udsigtspunktet Harder Kulm. Her findes restaurant, hvorfra der på den åbne terrasse er en imponerende udsigt over Interlaken, søerne Thunersee og Brienzersee samt hele det spektakulære bjergmassiv bestående af Eiger, Mönch og Jungfrau. Klart vejr er ubetinget en fordel!

## Linjen
Linjen er en smalsporsbane med en sporvidde på 1 meter. Banen er ensporet med et vigespor midtvejs, hvor de to vogne kan passere hinanden.

Spændingen til elektromotoren er 400 Volt, 3-faset med en drejestrømsregulering, der sikrer en rolig kørsel.

## Passagervognene
To nye passagervogne (kaldt nr. 1 & nr. 2) blev leveret i 1966. Hver vogn kunne transportere 62 personer, fordelt i fire kupeer. Efter 40 års tro tjeneste var det besluttet, at vognene skulle udskiftes i 2008. Et mudderskred ned ad bjerget i august 2007, hvor den ene vogn og et stykke af banelegemet blev ødelagt, gjorde det imidlertid nødvendigt at fremskynde ordren.
De nye vogne var på plads den 13. marts 2008. Vognene var fremstillet i Bern og har plads til 65 personer fordelt på tre kupeer. Dørene er af sikkerhedsgrunde automatiserede. Vognene er bygget så de giver bedst muligt udkig undervejs, bl.a. med glastag og store vinduer.

## Timeplan
Kabelbanen opererer dagligt fra sidste weekend i april til udgangen af oktober.

Hver dag startes kl. 09.10 (søndag 08.10) og sidste afgang er kl. 18.25.

## Links
- Harderbanen på Funimag
- Producentens site om banen Arkiveret 8. marts 2012 hos  Wayback Machine
- Kabelbanen på Lift-World